# Stanley Woodward Davenport
Stanley Woodward Davenport (* 21. Juli 1861 in Plymouth, Luzerne County, Pennsylvania; † 26. September 1921 ebenda) war ein US-amerikanischer Politiker. Zwischen 1899 und 1901 vertrat er den Bundesstaat Pennsylvania im US-Repräsentantenhaus.

## Werdegang
Stanley Davenport besuchte die öffentlichen Schulen seiner Heimat sowie das Wyoming Seminary. Danach studierte er bis 1884 an der Wesleyan University in Middletown (Connecticut). Nach einem anschließenden Jurastudium und seiner 1890 erfolgten Zulassung als Rechtsanwalt begann er in Plymouth in diesem Beruf zu arbeiten. Im Jahr 1893 wurde er Direktor, Sekretär und Schatzmeister der Armenbetreuung im Luzerne County. Von 1894 bis 1897 war er dort Notar für Testamente. Politisch war er Mitglied der Demokratischen Partei.
Bei den Kongresswahlen des Jahres 1898 wurde Davenport im zwölften Wahlbezirk von Pennsylvania in das US-Repräsentantenhaus in Washington, D.C. gewählt, wo er am 4. März 1899 die Nachfolge des Republikaners Morgan B. Williams antrat. Da er im Jahr 1900 nicht bestätigt wurde, konnte er bis zum 3. März 1901 nur eine Legislaturperiode im Kongress absolvieren. Nach seiner Zeit im US-Repräsentantenhaus praktizierte Davenport wieder als Anwalt. Er starb am 26. September 1921 in seinem Geburtsort Plymouth.